# Leica Camera

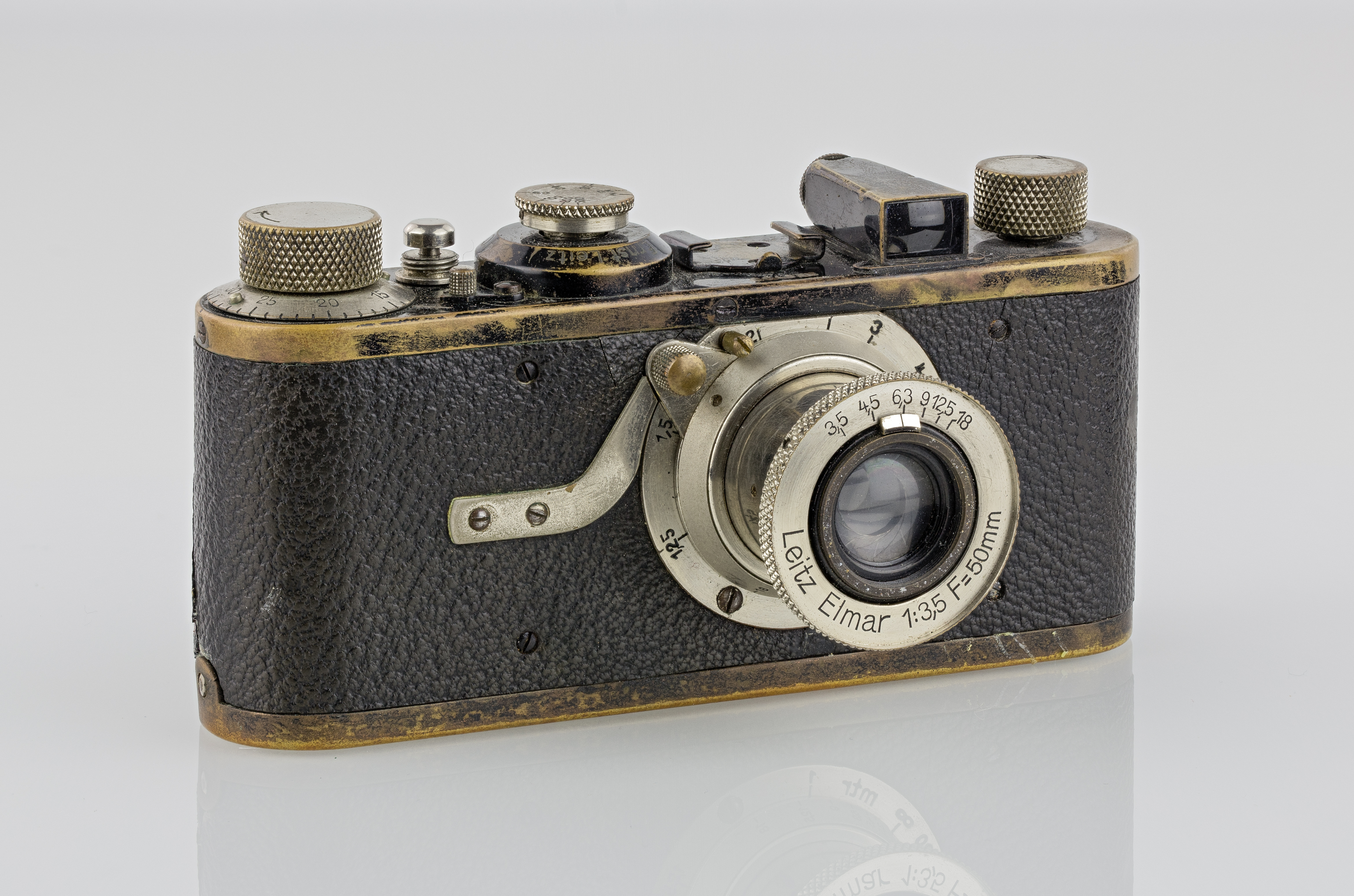
Aparat fotograficzny Leica 1 z 1927 roku

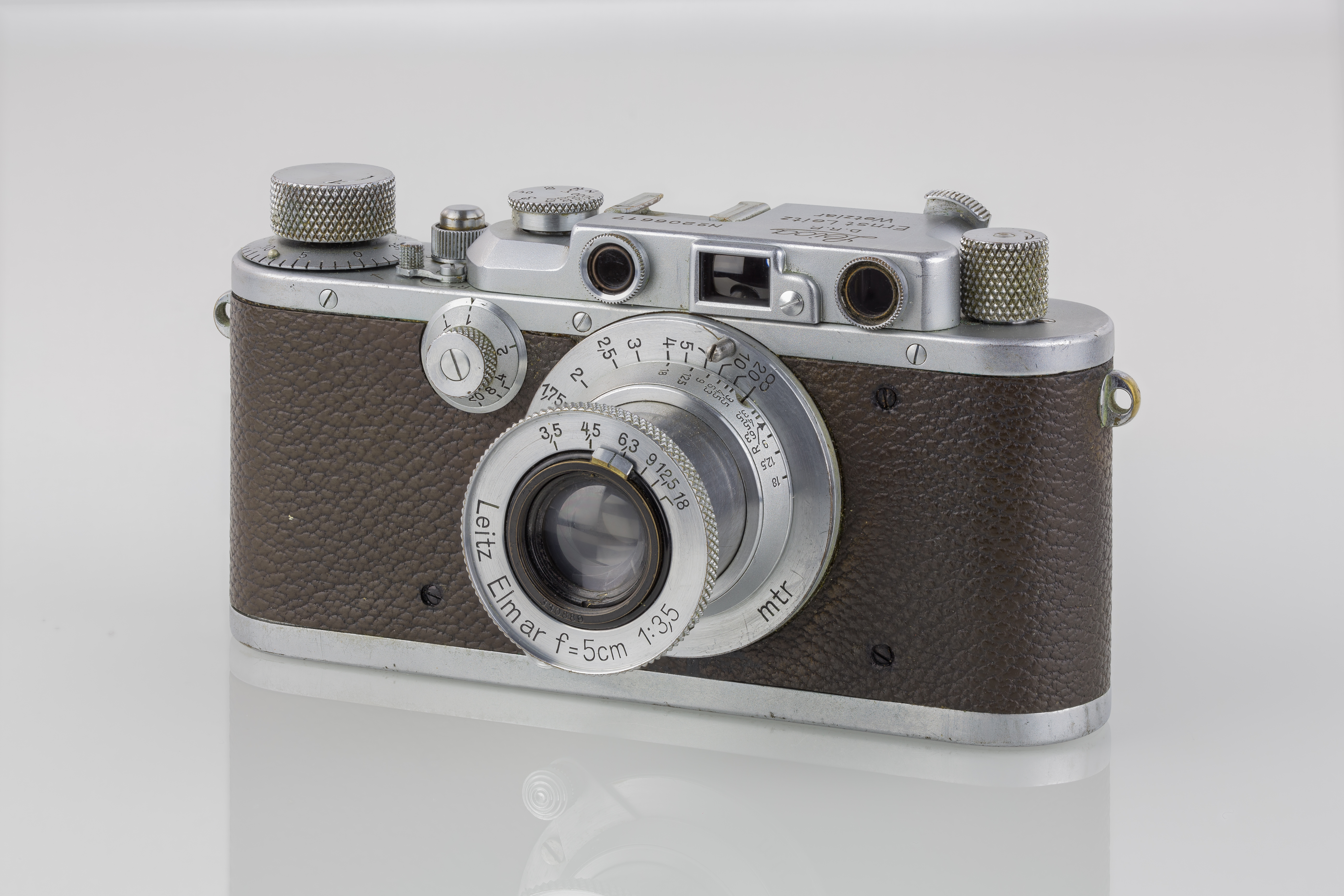
Aparat fotograficzny Leica IIIa z 1936 roku

Leica Camera AG (nazwa pochodzi od nazwiska właściciela zakładów: Leitz oraz od słowa camera) – niemieckie przedsiębiorstwo będące jednocześnie marką pierwszych fotograficznych aparatów małoobrazkowych. Obecnie najbardziej znane z produkcji układów optycznych na rynku sprzętu geodezyjnego oraz laboratoryjnego.
Pierwszy aparat marki Leica skonstruował Oskar Barnack w 1913 roku. Pomysłem autora było użycie w aparacie fotograficznym około 2 metrów perforowanej taśmy kinematograficznej, w celu uzyskania 40 klatek na jednym odcinku błony. Klatka małoobrazkowa 24x36mm powstała z podwojenia kinowej 18x24mm.
Z nastaniem aparatów „Leica” rozpoczął się okres nowoczesnego reportażu fotograficznego. Dzięki rozmiarom i poręczności tego sprzętu fotoreporter mógł znajdować się w centrum wydarzeń.
Produkcję seryjną aparatów marki Leica rozpoczęto w 1925 roku w zakładach E. Leitz Optische Werke w Wetzlar.
W listopadzie 2007 na aukcji w Wiedniu za model z 1923 zapłacono 336 tysięcy euro. Model, który osiągnął tę cenę należy do prototypowej serii i jest oznaczony numerem 107. Jest pierwszym aparatem wyeksportowanym na rynek amerykański (w celu przedłożenia w tamtejszym urzędzie patentowym).
W maju 2011, na aukcji w Niemczech sprzedano aparat fotograficzny firmy Leica z 1923 za 1,32 miliona euro. Aparat ten pochodził z serii liczącej zaledwie 25 egzemplarzy. Ten jeden miał wygrawerowany napis „Germany”, gdyż starał się o patent w Nowym Jorku.
Obecnie w obiektywy Leica są wyposażane niektóre modele aparatów fotograficznych firmy Panasonic.
Aparaty firmy Leica są zastosowane również w nowszych wersjach smartfonów Huawei (począwszy od modelu P9).